# کریستین بورل
کریستین بورل (انگلیسی: Christian Borle؛ زادهٔ ۱ اکتبر ۱۹۷۳) هنرپیشه، خواننده، رقصنده اهل ایالات متحده آمریکا است. وی از سال ۱۹۹۵ میلادی تاکنون مشغول فعالیت بوده‌است.
از فیلم‌ها یا برنامه‌های تلویزیونی که وی در آن نقش داشته‌است می‌توان به همسر خوب، بلک‌هت اشاره کرد.